# Great-Smoky-Mountains-Nationalpark
Der Great-Smoky-Mountains-Nationalpark liegt in den Appalachen auf dem Gebiet der US-Bundesstaaten North Carolina und Tennessee. Er wurde am 15. Juni 1934 eingerichtet und gehört heute zum Weltnaturerbe. Der Wald, der den Park bedeckt, gehört zu den ältesten Wäldern der Erde und ist das größte Urwaldgebiet im Osten der USA.
Der Park ist mit acht bis zehn Millionen Besuchern pro Jahr der meistbesuchte Nationalpark in den USA, trotzdem beschränkt sich der Verkehr auf die größeren Straßen. Die 450 Kilometer Straße abseits der Hauptwege und die 1400 Kilometer Wanderwege des Parks sind verhältnismäßig wenig frequentiert. Der Park wurde nach dem gleichnamigen Gebirgszug Great Smoky Mountains benannt, in dem er sich befindet.

## Geschichte
Vor der Ankunft der europäischen Siedler zu Ende des 18. Jahrhunderts war das Gebiet Teil der Heimat der Cherokee-Indianer, die der Landschaft wegen der häufig auftretenden Nebel den Namen „Shalonage“, „Ort des blauen Nebels“ gaben. Durch den im Jahre 1830 von Präsident Andrew Jackson unterzeichneten Indian Removal Act wurde ein Großteil der dort lebenden Indianer in andere Bundesgebiete umgesiedelt. Die Vertreibung wurde unter dem englischen Begriff „Trail of Tears“ (Pfad der Tränen) bekannt. Einige der Cherokees, geführt vom abtrünnigen Krieger Tsali, konnten sich jedoch in der Region des heutigen Great-Smoky-Mountains-Nationalparks verstecken. Ihre Nachfahren leben heute noch im Indianerreservat Qualla im Süden des Parks.
Als sich die weißen Siedler niederließen, entwickelte sich in der Gegend eine bedeutsame Holzindustrie. Holz war ein begehrter Rohstoff, und die im späten 19. Jahrhundert erbaute Eisenbahnlinie Little River Railroad, die für den Transport des Rohstoffs von großer Bedeutung war, verhalf der Gegend zu Wohlstand.
Wilson B. Townsend, Eigentümer der Firma Little River Lumber, begann 1909 Elkmont als Touristenziel zu vermarkten. Innerhalb weniger Jahre entstanden das Wonderland Hotel und der Appalachian Club als Sommerfrische für wohlhabende Bürger von Knoxville. 
Um dem immensen Kahlschlag der Wälder Einhalt zu gebieten, begannen Anfang der 1920er Jahre einige Mitglieder des Appalachian Clubs, unter anderem der Geschäftsmann Colonel David C. Chapman aus Knoxville, ernsthaft über eine Bewegung zur Einrichtung eines Nationalparks nachzudenken. Als Leiter der Great Smoky Mountains Park Commission hatte Chapman weitgehende Vollmachten, um Spendengelder für Landerwerbungen zu sammeln und Verhandlungen über Parkplanungsmaßnahmen zwischen lokalen, staatlichen und Bundesorganen zu führen.
Der National Park Service unterstützte das Begehren zur Errichtung eines Nationalparks, und der amerikanische Kongress bewilligte 1926 das Vorhaben. Nachdem zusätzliche Geldgeber für den nötigen Landkauf gewonnen wurden, konnte die Schließung der landwirtschaftlichen Betriebe und die Umsiedlung ihrer Bewohner beginnen. Die offizielle Eröffnung des Parks fand am 15. Juni 1934 statt. 1983 wurde der Park von der UNESCO zum Weltnaturerbe ernannt.

## Flora

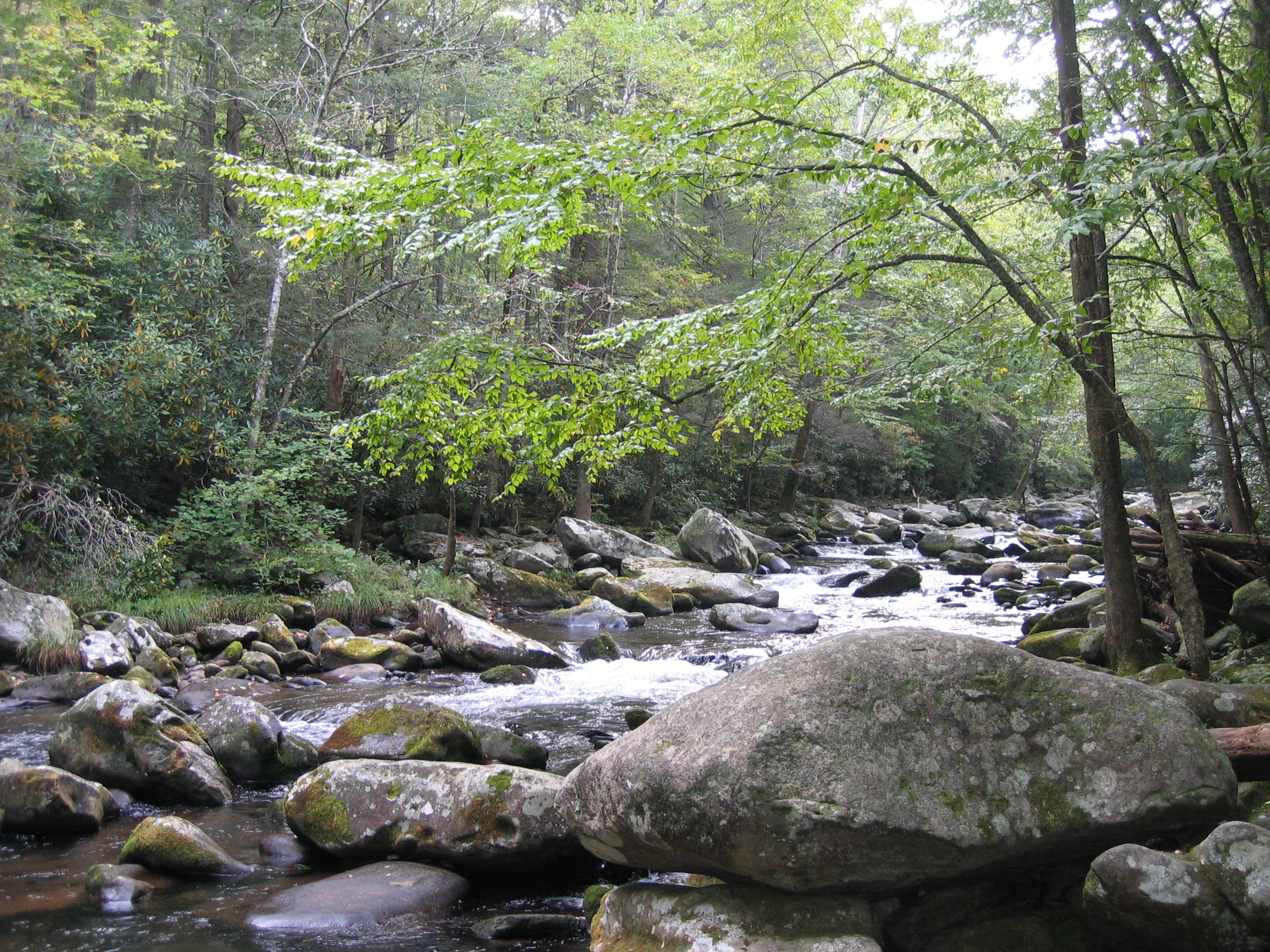
Wilder Fluss im Park

Die Great Smoky Mountains gehören zu den ältesten Gebirgen der Welt. Die Gletscher, die sich während der Eiszeiten in Nordamerika ausdehnten, reichten in ihrer maximalen Ausdehnung bis an die Grenzen des heutigen Parks. Sie formten dadurch eine Nahtstelle zwischen südlicher und nördlicher Flora. Die Erhebungen im Park liegen zwischen 250 und etwa 2000 Metern Höhe über dem Meeresspiegel. Durch die starken Höhenschwankungen umfasst die Vegetation einen Großteil der Artenvielfalt des Ostens der USA.
Fünf verschiedene Arten von Wäldern mit mehr als 130 verschiedenen Baum- und 4000 weiteren Pflanzenarten dominieren die Great Smoky Mountains. Sie repräsentieren alle wichtigen Waldtypen des östlichen Teils von Nordamerika. In den hohen Lagen über 1500 Metern dominiert der Fichten- und Tannenwald. In mittleren Lagen zwischen 1000 und 1500 Metern ist vor allem Nordischer Laubwald anzutreffen. Kiefern- und Eichenwald wächst in den trockenen Gebieten des Parks. Entlang der Flussläufe sind Waldstreifen mit Hemlocktannen (Schierlingstannen) verbreitet, und die tiefliegenden Täler durchzieht ein dichter Laubwald mit Linden, Ahorn, Rosskastanien und Birken.

## Fauna

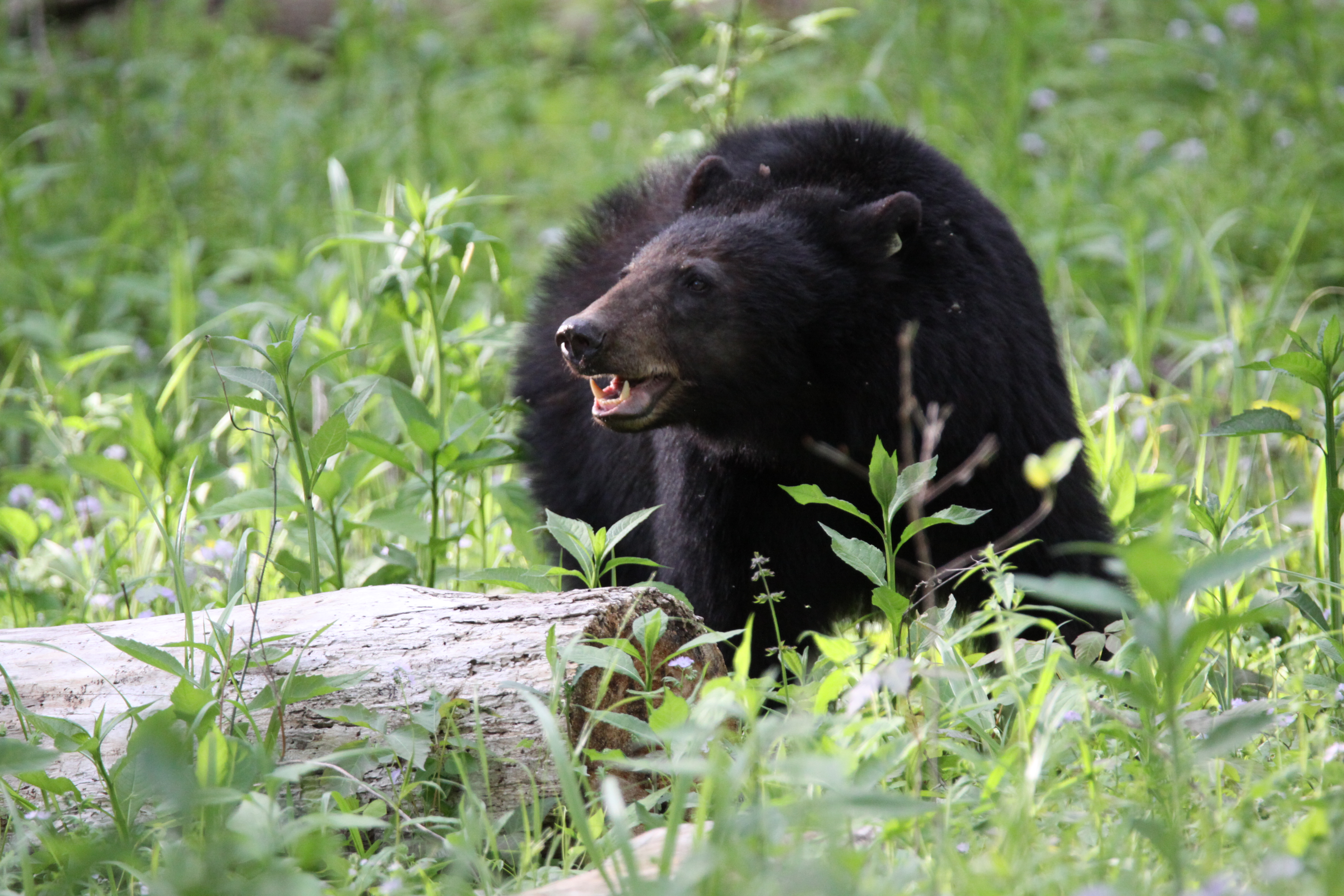
Schwarzbär im Park

Der Tierbestand des Parks ist sehr vielfältig. Es gibt mehr als 60 verschiedene Säugetierarten, darunter ungefähr 1800 Exemplare des Symboltiers der Smoky Mountains, des Schwarzbären, außerdem Weißwedelhirsche, Murmeltiere, Streifenhörnchen, Grauhörnchen und zahlreiche Fledermausarten. Der Rotwolf, eine vom Aussterben bedrohte Art, welche nah mit dem eigentlichen Wolf verwandt ist, ist ebenfalls noch in den nördlichen Gebieten des Nationalparks zu finden. Im Park leben etwa 240 Vogelarten, 59 Fischarten sowie ungefähr 80 Reptilien- und Amphibienarten. Zu letzteren gehören mehr als 30 verschiedene Salamander, weswegen die Smoky Mountains auch den Titel „Salamander-Hauptstadt der Welt“ führen.

## Geografie
Der höchste Punkt im Nationalpark ist der 2025 Meter hohe Kuwohi, gefolgt vom 2018 Meter hohen Mount Guyot. Eine Attraktion ist die 30 m hohe, überhängende Felsklippe der „Alum Cave Bluff“, die nicht nur bei Touristen beliebt, sondern auch Typlokalität für die Seltenmetall-Sulfat-Oxalat-Minerale Coskrenit-(Ce), Zugshunstit-(Ce) und Levinsonit-(Y) ist.

## Einrichtungen im Park
Das Freilichtmuseum von Oconaluftee Valley beherbergt eine Sammlung historischer Gebäude aus der Region des Nationalparks.

## Zugänge
- Von Knoxville (Tennessee) aus: Interstate 40, Tennessee Highway 66, US 441 bis zum Eingang Gatlinburg.

- Von Asheville (North Carolina) aus: Interstate 40, US 23, US 441 bis zum Südeingang in der Nähe von Cherokee.

Ein weiterer Zugang besteht über den 750 km langen Blue Ridge Parkway, der den Shenandoah-Nationalpark mit dem Great-Smoky-Mountains-Nationalpark verbindet. Auch der Fernwanderweg Appalachian Trail führt durch die Smoky Mountains.